# Vitalie Grușac
Vitalie Grușac (Grimăncăuți, 1977. szeptember 11. –) olimpiai bronzérmes moldáv ökölvívó.

## Pályafutása
Három olimpián vett részt. A 2000-es sydney-i olimpián váltósúlyban bronzérmes lett. Ugyanebben a versenyszámban 2004-ben és 2008-ban a kilencedik helyen végzett.
1995 és 2007 között a moldáv bajnokságban 11 bajnoki címet nyert. Először könnyűsúlyban lett bajnok kétszer (1995, 1996), majd váltósúlyban szerzett országos bajnoki címet kilenc alkalommal (1997 és 2007 között).

## Sikerei, díjai
- Olimpiai játékok – váltósúly
  - bronzérmes: 2000, Sydney
- Moldáv bajnokság
  - bajnok (11)
    - könnyűsúly (2): 1995, 1996
    - váltósúly (9): 1997, 1998, 2001, 2002, 2003, 2004, 2005, 2006, 2007